# Romalea guttata
Romalea guttata là một loài châu chấu trong họ Romaleidae. Đây là loài bản địa ở vùng đông nam và nam trung bộ Hoa Kỳ. Chúng nổi bật với kiểu màu độc đáo. Thân có thể dài tới 8 cm.
Romalea guttata có vòng đời trải qua nhiều giai đoạn, giống như tất cả các loài côn trùng. Khi ở giai đoạn nhộng, nó nhỏ hơn trong giai đoạn trưởng thành, không cánh và hoàn toàn màu đen với một hoặc nhiều dải màu vàng, màu cam hoặc màu đỏ